# Junya Koga
Junya Koga (古賀 淳也?, Koga Junya; Saitama, 19 luglio 1987) è un nuotatore giapponese, campione mondiale dei 100 metri dorso ai Mondiali di Roma 2009 e detentore dei record nazionali giapponesi nei 50 e 100 metri dorso. Studia all'Università di Waseda.

## Palmarès
- Mondiali

Roma 2009: oro nei 100m dorso e argento nei 50m dorso.
Budapest 2017: argento nei 50m dorso.
- Mondiali in vasca corta

Windsor 2016: oro nei 50m dorso e bronzo nella 4x50m sl, nella 4x100m misti e nella 4x50m misti mista.
- Giochi PanPacifici

Irvine 2010: oro nei 50m dorso, argento nei 100m dorso e nella 4x100m misti.
- Giochi asiatici

Doha 2006: oro nei 50m dorso.
Canton 2010: oro nei 50m dorso e argento nei 100m dorso.
Incheon 2014: oro nei 50m dorso.
- Campionati asiatici

Tokyo 2016: argento nella 4x100m sl.
- Universiadi

Belgrado 2009: oro nei 50m dorso e bronzo nei 100m dorso.
Gwangju 2015: oro nei 50m dorso e nei 100m dorso.